# A Force in Readiness
A Force in Readiness (frei übersetzt Eine Truppe in Bereitschaft) ist ein US-amerikanischer patriotischer Kurzfilm von William L. Hendricks aus dem Jahr 1961, für den Hendricks mit einem Ehrenoscar ausgezeichnet wurde.

## Inhalt
Es handelt sich um einen Kurzfilm, der Werbung dafür macht, dem United States Marine Corps beizutreten, indem er zeigt, wie das Leben dort ablaufen könnte. Hauptthema des Films ist die Feststellung, dass die Marines bereit sind, jederzeit und überall auf der Welt gegen jeden Feind zu kämpfen.

## Produktion, Veröffentlichung
Gedreht wurde der von Warner Bros. Entertainment produzierte und auch vertriebene Film in Arlington in Virginia sowie in Washington, District of Columbia in den Vereinigten Staaten.

Der Film wurde in den Vereinigten Staaten erstmals am 25. Mai 1961 veröffentlicht.

## Auszeichnung
Honorary Award 1962 für William L. Henricks für und mit dem Film 
- Das Nobelpreiskomitee führte zur Begründung aus, Hendricks erhalte den Ehrenoscar für seine herausragende patriotische Leistung bei der Konzeption und der Erstellung sowie der Produktion des Films A Force in Readiness über das Marine Corps, womit er der Akademie und Filmindustrie Ehre gemacht habe („For his outstanding patriotic service in the conception, writing and production of the Marine Corps film, ‚A Force in Readiness‘, which has brought honor to the Academy and the motion picture industry“).